# Titularbistum Turris Rotunda
Turris Rotunda (ital.: Torre Rotonda) ist ein Titularbistum der römisch-katholischen Kirche.
Die in Nordafrika gelegene Stadt Turris Rutunda war ein alter römischer Bischofssitz, der im 7. Jahrhundert mit der islamischen Expansion unterging. Er lag in der römischen Provinz Numidien.
| Titularbischöfe von Turris Rotunda |                                 |                                   |                  |                |
| Nr.                                | Name                            | Amt                               | von              | bis            |
| 1                                  | Piotr Bednarczyk                | Weihbischof in Tarnów (Polen)     | 21. Februar 1968 | 7. August 2001 |
| 2                                  | Luis Alfonso Márquez Molina CIM | Weihbischof in Mérida (Venezuela) | 18. Oktober 2001 |                |